# Frýdlant nad Ostravicí

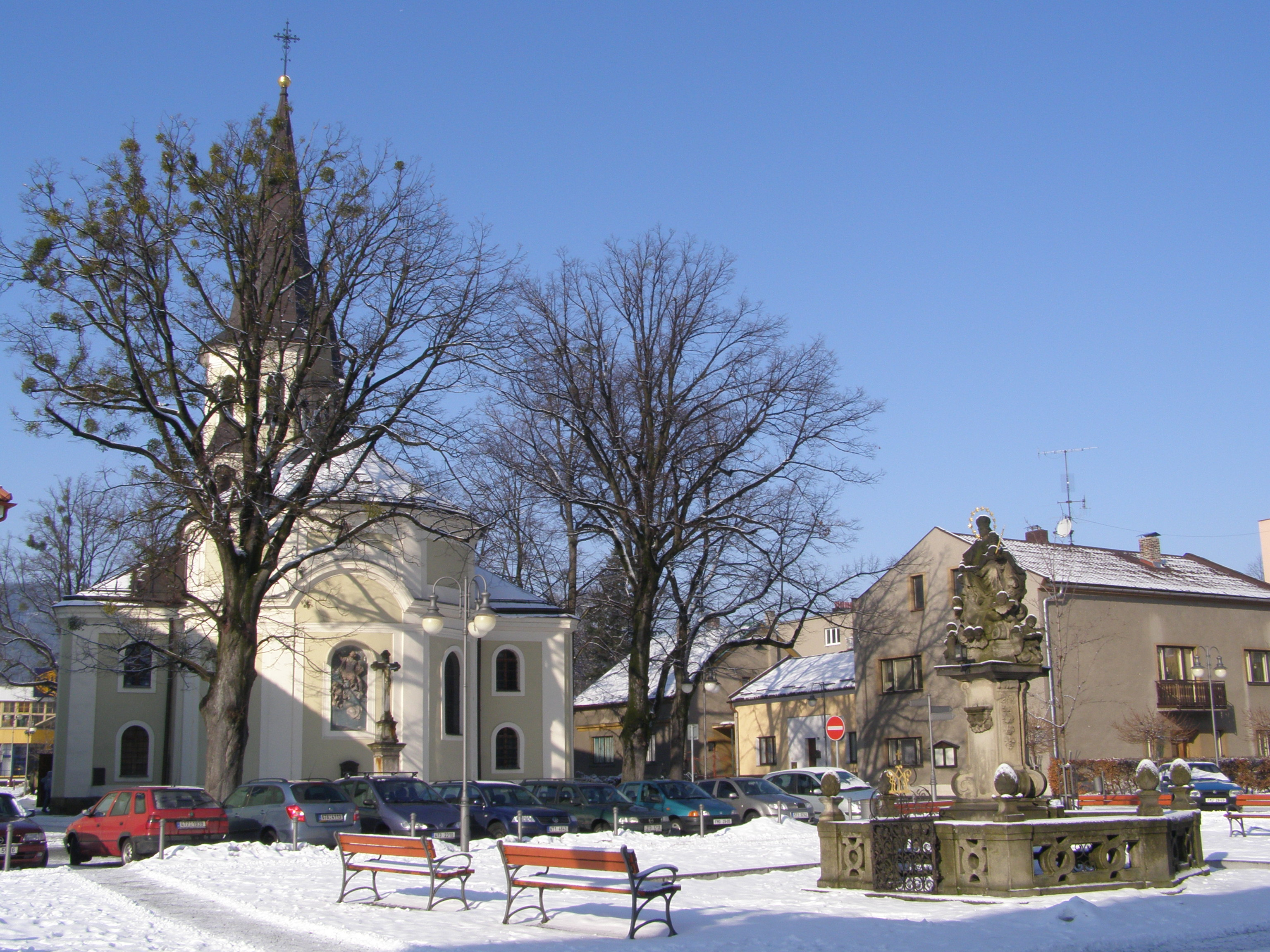
Ortsmitte (2010)

Frýdlant nad Ostravicí (deutsch Friedland an der Ostrawitza; älter Frýdlant u Místku) ist eine Stadt in Tschechien. Sie liegt zehn Kilometer südlich von Frýdek-Místek an der Ostrawitza und gehört zum Okres Frýdek-Místek.

## Geographie
Die Stadt befindet sich am nördlichen Fuße der Mährisch-Schlesischen Beskiden linksseitig der Ostrawitza unterhalb der Einmündung der Čeladenka. Südöstlich erhebt sich der 1325 m hohe Lysá hora. Im Südwesten liegt der Ondřejník (890 m) am Skalka-Kamm (964 m). Durch Frýdlant führt die Schnellstraße R 56 von Ostrava bis Nová Ves.
Nachbarorte sind Metylovice und Pržno im Norden, Lubno im Nordosten, Malenovice im Osten, Nová Ves und Nová Dědina im Südosten, Ostravice und Čeladná im Süden, Pstruží im Südwesten sowie Lhotka im Westen.

## Geschichte
Der Ort entstand am Ende des 13. Jahrhunderts im Zuge der Kolonisation der Gegend durch den Olmützer Bischof Theoderich von Neuhaus. Zum Schutzes des bischöflichen Herrschaftsgebietes an der Ostrawitza, die die Grenze zum Herzogtum Teschen bildete, entstand links des Flusses eine bischöfliche Feste, um die sich die Ansiedlung entwickelte. Bis 1581 war Friedland Teil der Herrschaft Friedberg und kam dann zur Herrschaft Hochwald. 1580 erfolgte die Weihe der Bartholomäuskirche. An der Ostrawitza wurden Eisenhämmer betrieben, die das Erz aus den Bergen des Beskiden verarbeiteten. 1618 entstand die bischöfliche Eisenhütte. Während des Dreißigjährigen Krieges erlitt der Ort großen Schaden. Die Bewohner der Siedlung wurden am 7. Mai 1625 von ihren Robotdiensten für den Friedecker Hof befreit, um das Eisenhüttenwesen zu fördern.
Nach der Erhebung zur Pfarrkirche erfolgte in den Jahren 1672 bis 1690 der Umbau der hölzernen Bartholomäuskirche zu einem steinernen Gotteshaus. Friedland entwickelte sich zu einem namhaften Standort der Eisenverhüttung. Daneben wurde seit der 2. Hälfte des 17. Jahrhunderts die Papierfabrikation ansässig. Mit den im Laufe des 18. Jahrhunderts einsetzenden Anfängen der Industrialisierung wandelte sich der Charakter des Ortes von einer vorwiegend aus Holzhäusern bestehenden kleinen Siedlung zu einer Zentrum der Montanindustrie. 1777 wurde Friedland zum Markt erhoben. Nach der Aufhebung der Patrimonialherrschaften wurde Friedland 1848 zur selbstständigen Marktgemeinde und hatte zu dieser Zeit bereits 2802 Einwohner. Am 3. Jänner 1871 wurde nach zweijähriger Bauzeit die Strecke der k.k. priv. Ostrau-Friedlander Eisenbahn von Mährisch Ostrau nach Friedland eingeweiht, mit der der Markt eine Verbindung zur Kaiser Ferdinands-Nordbahn erhielt. Neben dem traditionellen Hüttenwesen wurde in Friedland Kunstguss, Eisenguss, Emaillegeschirr und Maschinenbauerzeugnisse gefertigt.
Erzbischof Friedrich Egon von Fürstenberg errichtete 1871 das Kloster der Borromäerinnen, an das eine Töchterschule für erzbischöfliche Angestellte und Forstleute angeschlossen war. 1886 brannte die Kirche aus. 1891 hatte Friedland 2709 Einwohner. 1913 wurden die Erzbischöflichen Eisenwerke an die neu gründete Ferrum A.G. verpachtet und später Teil der Witkowitzer Eisenwerke. Gerichtssitz und Sitz des politischen Bezirkes war in Mistek. In den 1920er Jahren erfolgte die Änderung des bisherigen Ortsnamens Frýdlant u Místku in Frýdlant nad Ostravicí.
Am 12. Oktober 1948 wurde Frýdlant zur Stadt erhoben. Zwischen 1949 gehörte die Stadt zum Okres Frenštát, der im Zuge der Gebietsreform aufgelöst wurde, und kam dann zum Okres Frýdek-Místek.

## Ortsgliederung
Die Stadt Frýdlant nad Ostravicí besteht aus den Ortsteilen Frýdlant nad Ostravicí (Friedland), Lubno und Nová Ves (Neudorf) sowie den Siedlungen Bahno, Jaštěrák, Kamenec, Kúty, Nová Dědina, Obecní, Paseky und Uhliska.

## Partnerstädte
Friedland hat Partnerschaft geschlossen mit:
- Radeburg, Deutschland seit 1991[2]

## Sehenswürdigkeiten
- Bartholomäuskirche, zwischen 1672 und 1690 anstelle des hölzernen Vorgängerbaus aus dem Jahre 1580 errichtet, nach dem Brand von 1886 war 1910 der Wiederaufbau abgeschlossen
- Rathaus, der Neorenaissancebau wurde 1894 vom Katholischen Bildungsverein errichtet
- Historischer Grenzstein aus dem Jahre 1669, der 2 m hohe Stein befand sich ursprünglich am schlesischen Ufer der Schwarzen Ostrawitza und markierte die Grenze zwischen der bischöflichen Herrschaft Mistek mit der schlesischen Herrschaft Friedeck und trägt das Wappen des Inhabers der Friedecker Herrschaft, Franz Eusebius von Oppersdorf. Er steht heute im Garten der Pension Letohradek.
- Grabmal für Ferdiš Duša
- Borromäerinnenkloster, der 1871 errichtete Bau umfasst auch eine neoromanische Ordenkapelle, die der Paulus-Basilika in Rom nachgestaltet wurde
- Kapelle in Kamenec, 1818 errichtet
- Kapelle des Hl. Johannes von Nepomuk in Nová Ves, erbaut 1910
- Marterlsäule des Hl. Franziskus von Assisi, errichtet zum Ende des 18. Jahrhunderts an der alten Straße nach Mistek
- Gebäude der Eisenhütte

## Söhne und Töchter der Stadt
- Ferdiš Duša (1888–1958), Maler und Grafiker
- Petr Faldyna (* 1976), tschechischer Fußballspieler